# 雷米吉乌
雷米吉乌是巴西帕拉伊巴州的一个市镇。总面积178.064平方公里，总人口14674人，人口密度82.4人/平方公里。